# Шевелі
Шевелі́ (рос. Шевели) — присілок у складі Кропивинського округу Кемеровської області, Росія.

## Населення
Населення — 973 особи (2010; 1025 у 2002).
Національний склад (станом на 2002 рік):
- росіяни — 93 %